# Kunsthalle Luzern

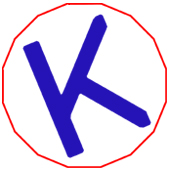

Die Kunsthalle Luzern ist ein öffentlicher Ausstellungsraum in Luzern, der sich mit der Präsentation, Vermittlung und Diskussion zeitgenössischer Kunst widmet. Träger der Kunsthalle ist der Verein Kunsthalle Luzern.

## Geschichte
1996 gründete der Verein Luzerner Ausstellungsraum im Untergeschoss des Bourbaki-Gebäudes das Kunstpanorama. Mit dem Umzug in die Frigorexhallen im Tribschenquartier wurde das Kunstpanorama 2008, etwa zehn Jahre nach der Gründung der ersten Kunsthalle Luzern durch Stefan Banz, Bruno Müller-Meyer und Stephan Wittmer, zur neuen Kunsthalle Luzern. Ab Frühjahr 2011 befindet sich das Domizil der Kunsthalle Luzern wieder im Bourbaki. Nun befindet sie sich im Erdgeschoss mit einer verglasten Front.

## Konzept
Neben den eigenen Ausstellungen werden auch Kooperationen und Gastausstellungen in das Jahresprogramm der Kunsthalle Luzern integriert. Mit der Dokumentationsstelle der Zentralschweizer Kunstschaffenden stellt die Kunsthalle Luzern zudem einen Fundus von rund 300 Portfolios von Schweizer Künstlern zur Verfügung. Die Dokumentationsstelle ist öffentlich zugänglich und vermittelt ein Bild der aktuellen lokalen Kunstszene.